# 미확인생물 목록
다음은 미확인생물 목록이다.

## 에버하트의 분류
신비동물학자 조지 M. 에버하트(George M. Eberhart)는 'cryptozoological umbrella'의 아래범주에 미확인동물들을 10종류로 분류하였다.

## 목록
ㄱ
- 갓파
- 구울
- 기린
- 그렘린

ㄴ
- 네스 호의 괴물
- 느구마 모네네
- 늑대인간

ㄷ
- 드 로이의 원숭이
- 딩고넥

ㄹ
ㅁ
- 마니포고
- 마핑과리
- 모스맨

ㅂ
- 버닙
- 브로스노 호의 용
- 블랙 셔크 (늙은 셔크)
- 빅풋

ㅅ
- 시 멍크
- 쓰치노코

ㅇ
- 아스왕
- 어인
- 예티
- 오고포고
- 올고이코르코이
- 웬디고
- 인어
- 인카냠바

ㅈ
- 잔지바르표범
- 재카로프
- 제보당의 괴수
- 장산범

ㅊ
- 천지의 괴물
- 추파카브라

ㅋ
- 카드보로사우루스
- 켈피
- 크라켄

ㅌ
- 타첼부름

ㅍ
ㅎ
- 하수구 악어
- 해룡
- 헬하운드
- 흰부리딱따구리

## 같이 보기
- 미확인동물학
- 전설의 생물
- 보호색